# 슈팅걸스
"슈팅걸스"(Shooting Girls)는 한국에서 제작된 배효민 감독의 2016년 드라마, 가족 영화이다. 정웅인 등이 주연으로 출연하였고 강태규 등이 제작에 참여하였다.

## 출연

### 주연
- 정웅인
- 이비안
- 정우림
- 정지혜
- 윤주희

### 조연
- 박세경
- 주석제
- 조성희

## 같이 보기
- 2020년 대한민국의 영화 목록